# Кагиму, Чарльз
Чарльз Кагиму (англ. Charles Kagimu, род. 15 сентября 1998, Kawempe) — угандийский шоссейный велогонщик. Участник летних Олимпийских игр 2024 года.

## Карьера

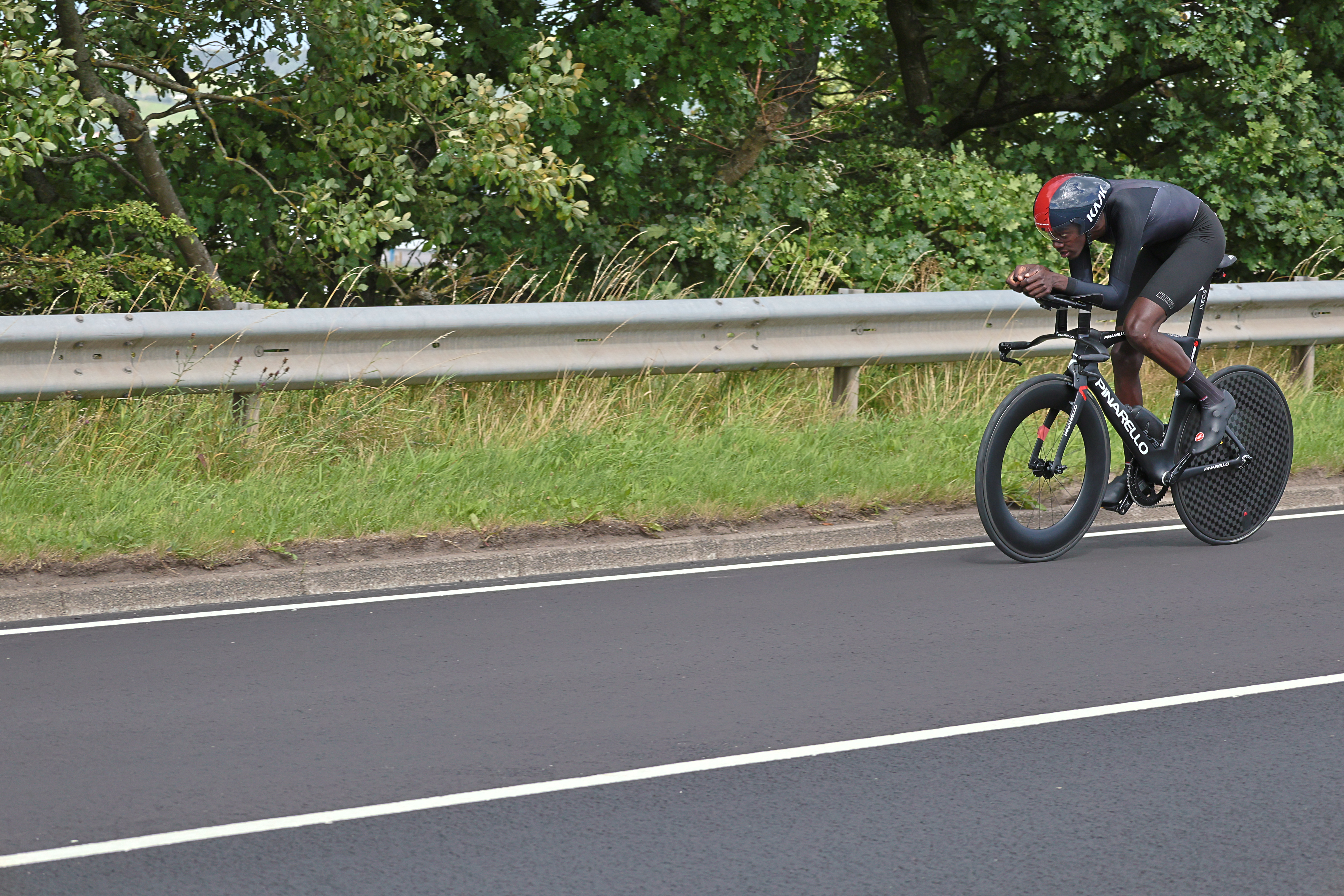
Во время индивидуальной гонки на чемпионате мира 2023

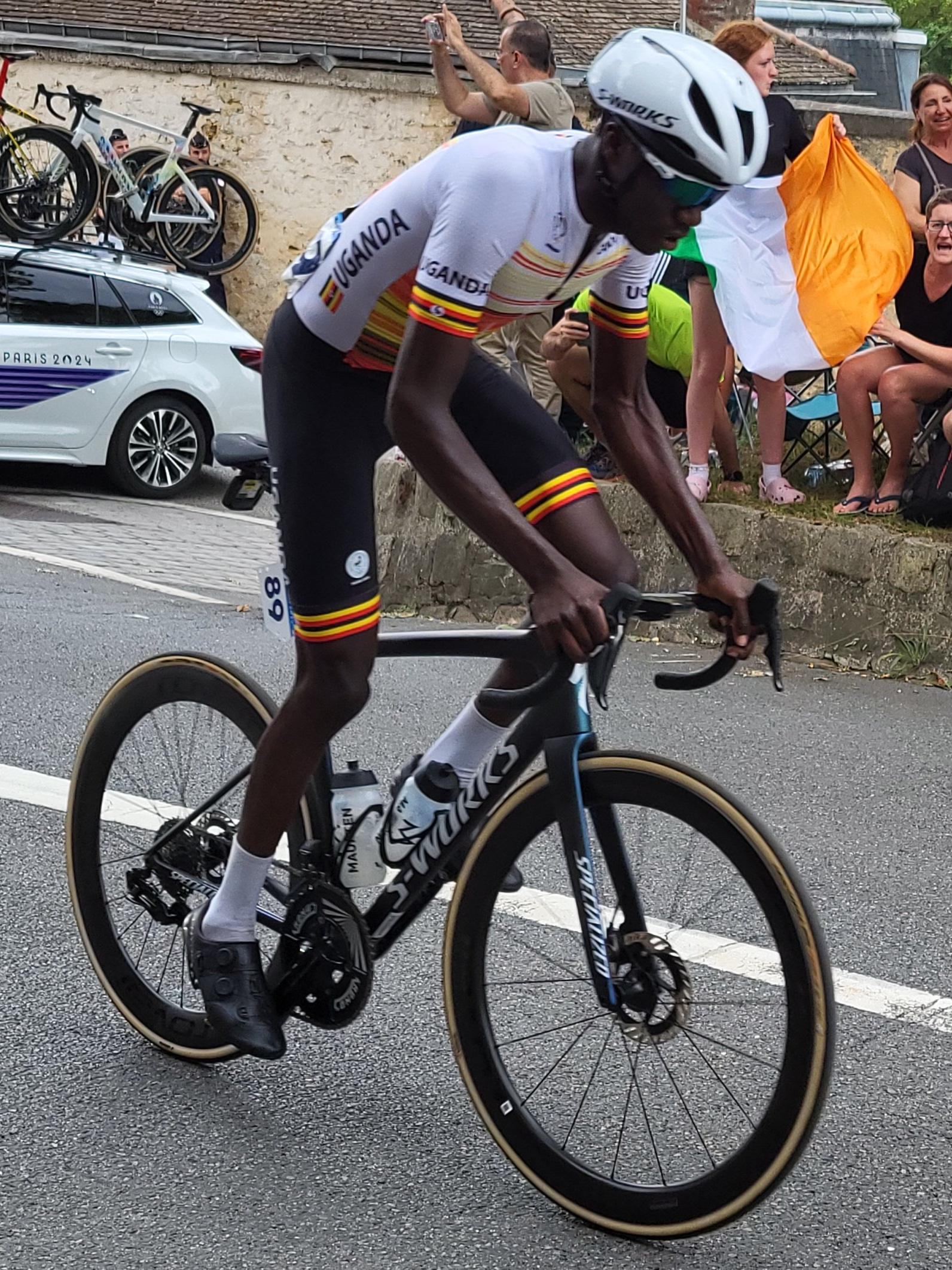
Во время групповой гонки на Олимпийских играх 2024

Кагиму начал ездить на велосипеде в 14 лет, чтобы добираться в школу, и стал интересоваться велоспортом как видом спорта. Два года спустя его мать больше не могла платить за обучение в школе и ему пришлось закончить обучение. В образовавшиеся свободное время Чарльз посвятил себя велоспорту и вскоре начал принимать участие в нескольких местных гонках. После хороших результатов был приглашён принять участие в тренировочном лагере в Africa Rising Cycling Center в Руанде в конце 2015 года. Там он познакомился с кенийцем Салимом Кипкембой который помог ему в 2017 году присоединиться к кенийской команде Kenyan Riders Downunder, а затем стал стажёром немецкой команде Bike Aid. В её составе Кагиму впервые смог принять участие в молодёжных гонках в Европе и Азии в конце 2017 и 2018 годов.
В 2018 году сначала принял участие в чемпионате Африки. А затем в Играх Содружества на которых выступил в групповой и индивидуальной гонках.
Последующие два года оказались для него потерянными, а его профессиональная карьера словно остановилась. Сначала в конце 2018 года Bike Aid лишилась главного спонсора и из-за последовавших финансовых проблемам не стала привозить своих африканских гонщиков в Европу, сборная Уганды практически не стала участвовать в каких-либо гонках на Африканском континенте и сезон 2019 года для Кагиму оказался потерянным. Единственными его стартами стали групповые гонки на Африкнских играх и чемпионате Уганды. Он сумел стать чемпионом страны в групповой гонке, но Ассоциация велоспорта Уганды официально не отправила результаты в UCI. А в 2020 году из-за пандемии COVID-19 и последующей отмены гонок смог выступить только на Туре Таиланда в конце сезона. Лишь в 2021 году он смог снова принять участие в полноценном сезоне гонок в Европе.
В 2022 году перешёл в южноафриканскую команду ProTouch, которая, как и Bike Aid, является командой категории UCI Continental Team. На тот момент он был первым угандийским велогонщиком, выступавшим за команду, зарегистрированную в UCI. Вскоре после этого ProTouch прекратила свою деятельность, ему пришлось перейти в команду Amani и расширить свою программу, включив в неё гравийные гонки. Он также был приглашён в тренировочный лагерь британской команды Ineos Grenadiers в Кении. В составе сборной сначала принял участие в чемпионате Африки. Затем в Играх Содружества на которых выступил в групповой и индивидуальной гонках. А в конце года на дебютном чемпионате мира по гравийному велоспорту.
В феврале 2023 года стал чемпионом Африки в индивидуальная гонка выступая на старом велосипеде для гонок на время британца Люка Роу из команды Ineos Grenadiers которая предоставила ему командное снаряжение. Осенью впервые принял участие в чемпионат мира по шоссейному велоспорту.
В марте 2024 года стал чемпионом Африканских игр в индивидуальной гонке. Летом того же года был включён в состав сборной Уганды на летних Олимпийских играх в Париже. На церемонии открытия Игр был знаменосцем вместе с пловчихой Глорией Музито. Непосредственно на них выступил в групповой шоссейной гонке протяжённостью 272,1 км, по итогам которой занял последнее 77 место, уступив более 31 минуты её победителю Ремко Эвенепулу (сборная Бельгия). В конце года завоевал две медали на Чемпионате Африки.
В рамках континентальных туров стартовал на Туре Бухты Цюаньчжоу, Туре Таиланда, Туре Ирана, Туре Сибиу, Рут д’Окситания, Полинорманд, Крейз Брейз Элит, Туре Руанды, Туре Маврикия. Помимо этого в мае и июне 2024 года стартовал на нескольких нидерландских гонках национального уровня.

## Достижения
2017
Тур Бурунди
Генеральная классификация
1-й этап
2019
 Чемпионат Уганды — групповая гонка
Garden City Criterium
2022
Eddie Njoroge Memorial
2023
 Чемпионат Африки — индивидуальная гонка
Great Rift Valley Challenge
2024
 Чемпионат Африки — индивидуальная гонка
 Африканские игры — индивидуальная гонка
 Чемпионат Африки — групповая гонка
6-й на Тур Маврикия
8-й на Классика Маврикия

## Рейтинги
| Год                 | 2018   | 2019 | 2020   | 2021  | 2022   | 2023  | 2024  |
| ------------------- | ------ | ---- | ------ | ----- | ------ | ----- | ----- |
| Мировой рейтинг UCI | 2296-й | -    | 1272-й | 855-й | 1881-й | 534-й | 240-й |
| Азиатский тур UCI   | 673-й  |      |        |       |        |       |       |
| Африканский тур UCI | 188-й  | -    | 49-й   | 36-й  | 110-й  | 21-й  | 7-й   |
|                     |        |      |        |       |        |       |       |
| Источник: UCI       |        |      |        |       |        |       |       |